# Mike Polchlopek
Michael "Mike" Polchlopek (nacido el 27 de diciembre de 1965) es un luchador profesional retirado estadounidense y un artista marcial, más conocido por su nombre artístico Bart Gunn y Mike Barton, además de haber estado durante 6 años en la World Wrestling Federation.

## Carrera

### World Wrestling Federation

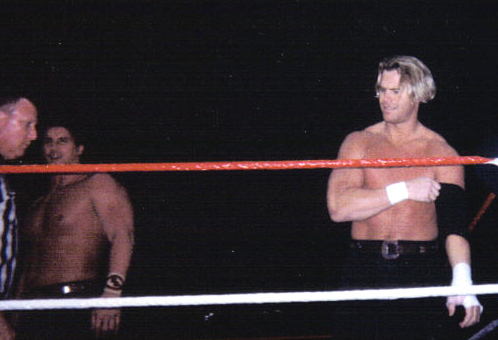
The Smoking Gunns.

Polchlepek hizo equipo en la World Wrestling Federation junto a su hermano (kayfabe) Billy Gunn, llamado The Smoking'Gunns. Estando en equipo consiguieron tres veces el Campeonato mundial por Parejas de la WWF. Después de eso se separaron tras un breve feudo.
Polchlopek entonces cambió su nombre a "Bodacious Bart" y recreó el equipo Midnight Express junto a "Bombastic" Bob Holly. El equipo tuvo un éxito limitado, yéndose a la NWA World Tag Team Championship durante uyn corto período de tiempo en 1998.
Cuando la WWF anunció un torneo llamado Brawl for All en el cual la competición no estaba predeterminada y los campeones ganaban por méritos propios, Polchlopek participó. Polchlopek quedó en empate con su compañero Bob Holly en la primera ronda, pero fue declarado victoria suya por un complicado sistema por puntos. Tras esto derrotó a Steve Williams por K.O. y ganó el torneo tras derrotar a the Godfather en las semifinales y a Bradshaw en la final. 
Tras esto, se enfeudó con Holly y Williams a la vez por haber perdido en el torneo, el último enmascarándose. Tras la impresión del primer Brawl for All showing, la WWF organizó otra Brawl for All match entre Bart y el boxeador Eric "Butterbean" Esch en WrestleMania XV. Esch noqueó a Bart, ganándole en 30 seconds. Polchlopek fue despedido más tarde de la WWF.

### Japón / MMA
Tras dejar la WWF, Polchlopek se fue a Japón, donde peleó con éxito en la New Japan y All Japan Wrestling bajo el nombre de Mike Barton. Además apareció brevemente en la TNA en 2003. 
Polchlepek hizo su debut en las artes marciales mixtas el 17 de junio de 2006, derrotando a Wesley "Cabbage" Correira en Rumble On The Rock: Beatdown en poco más de dos minutos por K.O. En su más reciente pelea, Polchlepek se enfrentó a Ikuhisa "The Punk" Minowa en PRIDE Bushido 13, perdiendo.

### Vuelta a WWE Raw
En el 15 Aniversario de RAW, participó en la Battle Royal de luchadores de la WWF y fue eliminado por Steve Blackman.

## Campeonatos y logros
- All Japan Pro Wrestling
  - AJPW Unified World Tag Team Championship (1 vez) - con Johnny Ace
- International Wrestling Federation 
  - IWF World Tag Team Championship (2 veces) - con Kip Winchester
- NWA New York
  - NWA World Tag Team Championship (1 vez) - con Bombastic Bob
- Panama Championship Wrestling
  - PCW Americas Heavyweight Championship (2 veces)
- World Wrestling Federation
  - WWF Tag Team Championship (3 veces) - con Billy Gunn
  - Ganador del Brawl For All (1998)
- Pro Wrestling Illustrated
  - PWI Situado como el # 377 de los 500 mejores luchadores individuales en el 2003.

## Vida personal
El 19 de diciembre de 2007, su hijo, Michael Polchlopek III, murió a la edad de 19 años tras recibir una herida de bala accidentalmente en un torneo cinco días antes.